# Rosario Aguilar
Rosario Fiallos Oyanguren de Aguilar  (León, 29 de enero de 1938), más conocida como Rosario Aguilar, es una novelista nicaragüense.

## Biografía
Rosario Aguilar nació el 29 de enero de 1938, en la ciudad de León. Hija de Mariano Fiallos Gil y doña Soledad Oyanguren López de Aréchaga. Contrajo nupcias con Iván Aguilar Cassar (1956) con quien procreó cinco hijos. En 1966 participó en los Juegos Florales de Quezaltenango, Guatemala donde obtuvo Mención Honorífica. Ya en 1968 la revista El Pez y la Serpiente publica la novela Rosa Sarmiento que era una biografía de la mamá de Rubén Darío. Se retiró a vivir en el extranjero desde 1983 hasta 1990 que vuelve a Nicaragua. 
La Academia Nicaragüense de la Lengua la incorporó como Miembro de Número en 1999 y ese mismo año la Real Academia Española le nombra como “Correspondiente Hispanoamericana en Nicaragua”. Para 2007 ante la petición de la Universidad Nacional Autónoma de Nicaragua (UNAN-León), de dictar lección inaugural por el año académico decide dictarla sobre el escritor Mariano Fiallos Gil (su padre) con el tema "Mariano Fiallos Gil a un siglo de su nacimiento".

## Obras
- Primavera Sonámbula (1964)
- Quince barrotes de izquierda a derecha. (1965)
- Aquel mar sin fondo ni playa (1966)
- Rosa Sarmiento (1968)
- Las doce y veintinueve (1975)
- El Guerrillero (1976) –Compilación de sus novelas realizadas por la Editorial Universitaria Centroamericana-
- Relatos sobre el amor y la guerra, (1986)
- La niña blanca y los pájaros sin pies  (1992)
- Soledad:  eres el enlace. (1995)  Biografía de su madre.
- La promesante (2001)
- Miraflores (2012)
- las mejores aventuras del quijote de la mancha

## Premios
- Doctor honoris causa por la UNAN-León. (2001)
- Premio Internacional de Literatura y del Caribe “Gabriela Mistral, 2001”,
- Orden de la Independencia Cultural Rubén Darío (2010).
- Hija Dilecta de León de Nicaragua (17 de enero de 2010).
- X Simposio de Literatura Nicaragüense en homenaje a la obra de Rosario Aguilar por la UNAN-Managua. (2010).